# Özel Harekat

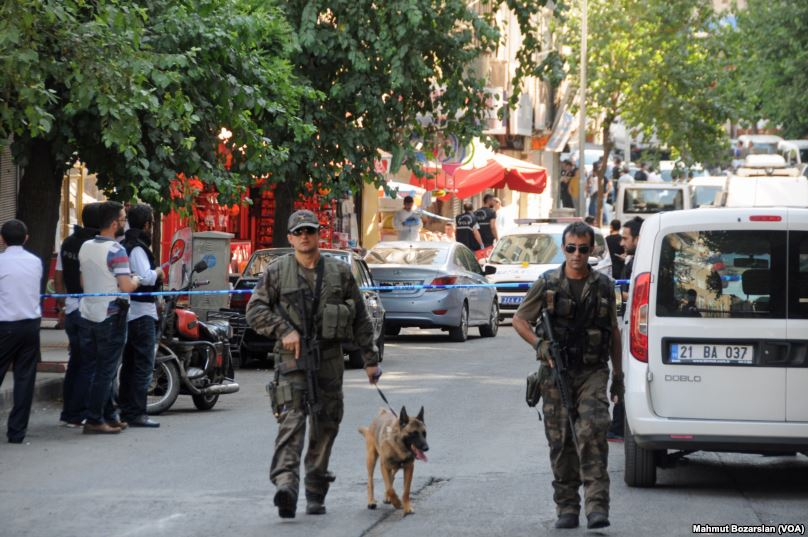
Özel Harekat bij een ongeluk

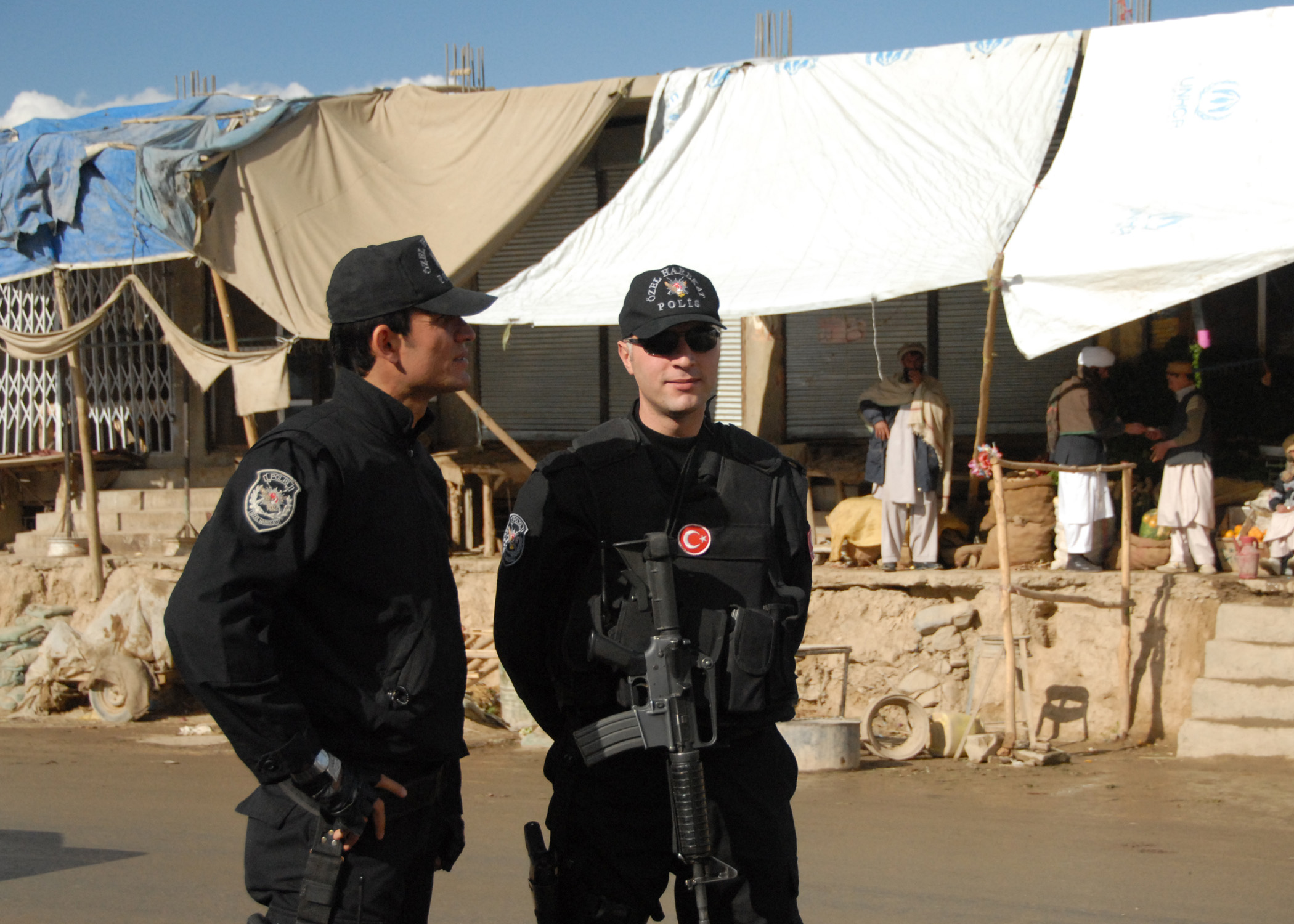
Özel Harekat in Afghanistan

Het Polis Özel Harekat (PÖH) is de eenheid van het Directoraat-Generaal Veiligheid en opereert onder de centrale organisatie, die speciale tactieken en wapens gebruikt voor noodsituaties en invallen, zoals bankovervallen, interventie bij terroristische daden, en het redden van gijzelaars. Het Özel Harekat werd opgericht in 1983. Haar hoofdkantoor bevindt zich in Gölbaşı te Ankara. Het personeel dat in deze eenheid dient, wordt een Özel Harekat Polisi (Speciale Operaties Agent) genoemd.

## Geschiedenis
Met de goedkeuring van het ministerie van Binnenlandse Zaken werd het Özel Harekat op 22 maart 1983 opgericht. Het werd georganiseerd als "Özel Harekat Şube Müdürlüğü'' in het centrum van het ministerie van Veiligheid en als "Özel Harekat Grup Amirlikleri" in Ankara, Istanbul en Izmir, direct rapporterend naar de politiechef. Als gevolg van de veranderende en de ontwikkelende omstandigheden van die tijd werd het Özel Harekat in 1987 overgenomen van het Ministerie van Veiligheid en functioneerde het van 1988 tot 1993 als "Özel Harekat Şube Müdürlüğü" onder het afdeling Antiterrorisme en Operaties. Het Özel Harekat werd nog verder uitgebreid in 1993, vooral vanwege de toename van separatistische terroristische incidenten.
Op 4 april 2018 werd besloten om een Özel Harekat branche op te richten binnen de bescherming van het Presidium.
Bij de couppoging van 15 juli werden 51 agenten van het Özel Harekat martelaar vanwege FETÖ.
In geval van mogelijke rampen zijn er opsporings- en reddingstrainingen opgericht, zodat de politie eraan kan deelnemen. Hiervoor werden de Özel Harekat Search and Rescue branches opgericht.
De Syrische Task Force, gelieerd aan het voorzitterschap, is opgericht met als taak de veiligheid te bieden in de gebieden onder controle van de TAF in Syrië en terrorisme te bestrijden.

## Personeelsselectie
Om in aanmerking te komen voor PÖH, moet een aanvrager:
- Op een aangewezen gebied 2500 meter rennen met een rugzak van 10 kg in 15 minuten
- Een minimale nauwkeurigheid van 50% hebben bij het schieten met pistolen en geweren
- Zwemmen voor 150 meter zonder te stoppen
- Tussen de 18 en 32 jaar zijn
- Afgestudeerd zijn aan de politieacademie of universiteit

## Opleiding
De opleiding tot Özel Harekat duurt 24 weken. Personeel krijgt training in snipen, snel en effectief wapengebruik, terrein- en bergbeklimmen, cartografie, eerste hulp, gepantserde voertuigen en elektronische wapensystemen, operatie in woonwijken, vliegtuigbediening, trein- en voertuigbediening, onderhandelen, onderwaterduiken, beheer van onbemande luchtvaartuigen, veel trainingen en cursussen zoals voertuig-persoonsbescherming. Daarnaast krijg je intensieve sporttraining en close combat training. Informatie die tijdens de operatie gebruikt moet worden zoals wetgeving, recht, strafrecht, psychologie wordt getraind. Bovendien wordt de politie voor speciale operaties het hele jaar door met bepaalde tussenpozen bijgeschoold, zodat ze altijd paraat zijn met oefeningen en schietlessen.

## Teamnamen
BÜRKÜT, PENÇE, ŞAHAN, BÖRÜ, KUZGUN, ARSLAN, YANGAN, KARTAL, MAK, PARS

## Uitrusting

### Pistolen
- Kilinc 2000 Mega
- Yavuz 16
- Canik 55 TP9[16]
- SIG Sauer P226
- Girsan MC 28
- Canik TP9 SFx
- METE
- Beretta FS92

- Canik TP9 SFx
- METE
- Beretta FS92

### Shotguns
- Akdal MKA 1919
- UTAS UTS-15
- UTAS XTR-12

### Machinepistolen
- HK MP5[17]
- SAR 109C
- SAR TE-54

### Geweren
- Sig Sauer SIG516[18]
- HK-417
- SG-556
- SAR-223T
- SAR-223C
- SAR-223P
- SAR-308
- MPT-76[19]
- SAR-56
- M4A1
- MPT-55

### Scherpschuttersgeweren
- MKEK JNG-90 (BORA 12)
- KNT-76
- SSG 08
- Nauwkeurigheid International AX50
- Nauwkeurigheid International AXmc 338 Lapua Mag
- Sako TRG-42
- LMT MWS 308

### Machinegeweren
- FN MINIMI
- M60
- M2 Browning

### Voertuigen
- Otokar Akrep
- Nurol Ejder 4x4
- Otokar Cobra
- BMC Kirpi
- Otokar Cobra II
- Otokar URAL
- BMC Amazon
- Otokar Shortland
- Panzer

### Helikopters
- Sikorsky UH-60 Black Hawk

### Ander
- Norinco LG4
- Milkor MGL